# Lebak Gede (Citangkil)
Lebak Gede is een bestuurslaag in het regentschap Cilegon van de provincie Banten, Indonesië. Lebak Gede telt 11.823 inwoners (volkstelling 2010).